# Kóstas Papadímas
Konstantínos « Kóstas » Papadímas (grec moderne : Κωνσταντίνος «Κώστας» Παπαδήμας, né en 1932 à Athènes et mort le 22 mai 2021) est un ancien joueur de basket-ball grec.

## Palmarès
- 3e des Jeux méditerranéens 1955